# Gluconate de lithium
Le gluconate de lithium est un sel du lithium.

## Usage thérapeutique
Ce sel du lithium est utilisé en dermatologie pour le traitement de la dermatite séborrhéique du visage chez l'adulte. Son mécanisme d’action dans la dermatite séborrhéique n’est que partiellement connu et ferait intervenir à la fois une action anti-inflammatoire et antifongique.